# János Szerb
 (février 2022).
Si vous disposez d'ouvrages ou d'articles de référence ou si vous connaissez des sites web de qualité traitant du thème abordé ici, merci de compléter l'article en donnant les références utiles à sa vérifiabilité et en les liant à la section « Notes et références ».
Dans le nom hongrois Szerb János, le nom de famille précède le prénom, mais cet article utilise l’ordre habituel en français János Szerb, où le prénom précède le nom.
János Szerb est un orientaliste, tibétologue et poète hongrois.

## Biographie
Il était diplômé de la Faculté des sciences humaines de l'université Loránd-Eötvös. Ttitulaire d'un doctorat en histoire du Tibet obtenu en 1982, il était depuis 1980 un membre de l'Académie hongroise des sciences et, depuis 1982, de l'université de Vienne.
En tant que l'un des plus jeunes membres de l'avant-garde hongroise, de l'« art interdit » hongrois, Szerb a publié des poèmes dans les années 1970 et 1980, et a publié des poèmes dans la revue ELTE Jelenlét.
Son ironique Gesztas est un pamphlet sur les intellectuels et artistes de Budapest qui critiquent le système dans les années 1970, tissé autour de la figure de György Petri . En 1990, le recueil posthume de poèmes de János Szerb, intitulé Ha megszólalnék, a été compilé par Petri.
Marié un temps à l'actrice Gyöngyvér Vigh, il se suicida en octobre 1988

## Œuvres principales
- Some Glosses on the Oeuvre of Bla-ma 'Phags-pa I–IV. (Budapest, Bécs, 1983–1988)
- Buston's History of Buddhism in Tibet (Bécs, 1990)
- Ha megszólalnék; vál., szerk., utószó Petri György; Orpheusz Könyvek, Bp., 1990
- A Buddhist terminological dictionary. The Mongolian Mahāvyutpatti; szerk. Sárközi Alice, közrem. Szerb János; Akadémiai–Harrassowitz, Bp.–Wiesbaden, 1995 (Bibliotheca orientalis Hungarica)